# Tipula (Acutipula) echo
Tipula (Acutipula) echo is een tweevleugelige uit de familie langpootmuggen (Tipulidae). De soort komt voor in het Oriëntaals gebied.